# سلنورآ
سلنورآ (به انگلیسی: Selenourea) با فرمول شیمیایی CH۴N۲Se یک ترکیب شیمیایی است. که جرم مولی آن 123.02 g/mol می‌باشد. شکل ظاهری این ترکیب، صورتی/جامد خاکستری است.